# Río Nare
Le río Nare est une rivière de Colombie et un affluent du río Magdalena.

## Géographie
Le río Nare prend sa source sur le versant est de la cordillère Centrale, dans le département d'Antioquia. Il coule ensuite vers l'est avant de rejoindre le río Magdalena à Puerto Nare, à la limite du département de Boyacá.